# Либерально-экологическая партия Чехии
Либерально-экологическая партия Чехии (чеш. Liberálně ekologická strana — LES) — центристская политическая партия в Чехии. Была основана по инициативе бывшего министра окружающей среды и бывшего председателя Партии зелёных Мартина Бурсика, общественного активиста Матея Голлана, режиссёра Ольги Соммеровой и бывшего министра по правам человека и национальным меньшинствам Джамили Стехликовой. В создании партии принимали участие бывший министр окружающей среды Чехии Ладислав Мико, режиссёр Ольга Соммерова и социальный эколог Иван Рында. Партия присоединяется к наследству Вацлава Гавела, отказывается релятивизировать преступления коммунистического режима в Чехословакии так же, как и остальные тоталитарные идеологии, которые несовместимы с демократией.

## Идеология
Либерально-экологическая партия Чехии является одной из двух чешских партий, которые в своей программе делают главный упор на экологическую политику. Классическая либеральная концепция свободы включает в себя и ответственность перед будущими поколениями. Индивидуальная свобода кончается там, где она ограничивает не только свободу других, но и где он ставит под угрозу свободу будущих поколений.
Либерально-экологическая партия Чехии придерживается идей либеральной демократии и следующей идеологии: 
- Зеленый либерализм
- Социальный либерализм
- Прогрессивизм
- Атлантизм
- Проевропейскость
- Мультикультурализм
- Энвайронментализм

## История
Учредительный съезд партии состоялся 16 февраля 2014 года, председателем партии был единогласно избран Мартин Бурсик, первым заместителем партии стала режиссёр Ольга Соммерова и заместитель председателя Иван Рында. На съезде был избран Центральный Совет партии, куда вошли Джамиля Стехликова, Ян Голлан, Роман Гакен, Ян Бальцар и Петр Маршалек.
В парламентских выборах в 2013 году партия не участвовала, так как не смогла договориться на совместном списке кандидатов с идеологически близкими партиями и не хотела размельчать силы на правой стороне политического спектра. Первые выборы, в которых участвовали партии LES были выборы в Европейский парламент провел в конце мая следующего года. Партия была неуспешна.
На выборах в  верхнюю палату Парламента Чехии в октябре 2016 года Рената Хмелова, беспартийная, выдвинутая коалицией с участием Либерально экологической партии, стала сенатором по избирательному округу 22 в Праге.
На выборах в Сенат Парламента Чешской Республики в октябре 2020 года Вацлав Ласка был избран сенатором в округе 21 - Прага 5 как общий кандидат партии SEN 21, Пиратов, христианских демократов, Зеленых и Либерально экологической партии.  На этих же выборах баллотировались и были избраны Ян Грулих в округе № 48 - Рихнов-над-Кнежноу и Ян Голасек в округе 45 - Градец-Кралове.
В июне 2021 года, после отставки депутата нижней палаты Парламента Чешской Республики Доминика Фери, его место заняла заместитель председателя Либерально экологической партии Ольга Соммерова. Таким образом партия стала парламентской на несколько месяцев.
На съезде партии 24 июня 2021 года председателем партии была избрана бывший министр по правам человека Джамиля Стехликова. Первым заместителем председателя был избран бывший министр окружающей среды Ладислав Мико.

## Результаты на выборах

### Выборы вЕвропейский парламент
| Год  | Голоса  | Голоса | Изменения  | Изменения  | Мандаты | +/-     | Примечания              |
| Год  | Голоса  | %      | Голоса     | %          | Мандаты | +/-     | Примечания              |
| ---- | ------- | ------ | ---------- | ---------- | ------- | ------- | ----------------------- |
| 2014 | 7 514   | 0,49   | Впервые    | Впервые    | 0 из 21 | Впервые |                         |
| 2019 | 276 220 | 11,65  | В коалиции | В коалиции | 0 из 21 |         | Поддержка STAN и TOP 09 |